# شاویه اوکالاگان
شاویه اوکالاگان (اسپانیایی: Xavier O'Callaghan‎؛ زادهٔ ۲ مارس ۱۹۷۲) بازیکن هندبال اهل اسپانیا بود.
از باشگاه‌هایی که در آن بازی کرده‌است می‌توان به باشگاه فوتبال بارسلونا اشاره کرد.